# Overlord II
Overlord II is een Action-adventure computerspel ontwikkeld door Triumph Studios en uitgegeven door Codemasters op 26 juni 2009 voor Microsoft Windows, Xbox 360 en PlayStation 3. Het spel is een vervolg op Overlord uit 2007. Dit spel werd tegelijk met twee spin-offs uitgegeven, namelijk Overlord: Dark Legend en Overlord: Minions.

## Gameplay
De speler bestuurt de "Overlord", een duistere heer die een leger van aardman-achtige wezens genaamd Minions. Het vijandelijke leger bestaat uit het Romeinse "Glorious Empire".
In het begin zijn alleen de bruine Minions beschikbaar, maar later in de verhaallijn ook de blauwe, rode en groene. Alle vier de Minion-soorten hebben hun eigen berijdbare diersoorten, zoals wolven en spinnen.
De Overlord kan zelf vechten met zijn wapens en krachten, maar stuurt ook de Minions aan om bepaalde vijanden te overspoelen met zijn soldaten. Dit is de meest handige en belangrijke manier om vijanden te doden. De Minions kunnen worden geüpgraded door hen wapens en bepantsering op te laten pakken.
De Overlord en de Minions leven in een toren in de "Netherworld". Deze toren kan uitgebreid worden door upgrades te kopen. Vanuit hier worden ook de missies gestart. Tijdens deze missies kan de speler vaak kiezen tussen destructie of dominantie. Bij dominantie worden de dorpelingen tot slaven gemaakt en bij destructie worden ze gedood.
Elke gedode vijand drop "life force". Elke life force wordt een nieuwe Minion. Daarom is er life force in groen, bruin, rood en blauw. Elke kleur wordt door een bepaald type vijand gedropt, waarbij bruine de meest voorkomende zijn.
Naast de singleplayer campagne is er ook een multiplayer-modus waar Overlords elkaar moeten doden (Dominate) of hun schat moeten stelen (Pillage).